# Monai János
Monai János (? – ?, 1603 márciusa) református lelkész, rövid ideig a Tiszántúli református egyházkerület püspöke 1603-ban.

## Élete
Szilágymegyei származású volt, és 1577. szeptember 20. iratkozott be a wittenbergi egyetemre. Amikor Magyarországra visszatért, tasnádi, azután ecsedi lelkész lett; 1596-tól középszolnoki esperes és 1600-tól tiszántúli református püspök volt. 1600 november 25-én Tasnádon tartotta a legelső zsinatot, 1601 december 6.-án Bátorban, 1603. február 16.-án pedig Dengelegen. Meghalt 1603 márciusában.

## Művei
Latin költeménye ismertː Lascovius (C. Petrus), Ivcvndvm Ac Svave Sponsi Christi… Witebergae, 1578. című munkájában.